# Parodi Ligure
Parodi Ligure, (Paròd Ligurin en piemontès) és un municipi situat al territori de la província d'Alessandria, a la regió del Piemont (Itàlia).
Limita amb els municipis de Bosio, Gavi, Montaldeo, Mornese, San Cristoforo i Castelletto.
Pertanyen al municipi les frazioni de Cadegualchi, Cadepiaggio, Cadimassa, Tramontana i Tramontanino.